# 寇大偉
寇大偉（英語：David Coates，1947年11月13日—），英國前外交官、學者，歷任英國貿易文化辦事處（今英國在台辦事處）處長、英國駐象牙海岸大使及英國外交部遠東太平洋司（今遠東司）司長等職:p105。

## 生涯
寇大偉畢業自英國布里斯托大學歷史系，1972年－1973年間曾於國立台灣大學史丹佛中心學習中文，並一度在台灣的補習班任教。
寇大偉進入英國外交部工作後，於1978年－1981年間調赴北京的英國駐華大使館擔任商務一等秘書，1989－1992年間二度駐華，擔任政務參贊及副館長，1993－1995年間擔任外交部中歐暨東歐聯合援助組組長:p105，1995年－1998年間則昇任外交部遠東太平洋司司長:p958。1999年後，前往台北接替即將轉任駐菲律賓大使的英國貿易文化辦事處長柯安龍，2002年離任，調返英國擔任外交部財產現代化經理（2002年－2004年），接著又再度駐外，出任英國駐象牙海岸大使（2004年－2006年）:p105。自外交部退休後，寇氏在2008年於牛津大學台灣研究中心擔任研究員，並於台灣淡江大學歐洲所兼任副教授。